# Stipellula
Stipellula é um género de plantas com flores pertencentes à família Poaceae.
A sua área de distribuição nativa encontra-se na Macaronésia, do Mediterrâneo à Índia e no sul da África.
Espécies:
- Stipellula capensis (Thunb.) Röser & Hamasha
- Stipellula magrebensis (F.M.Vázquez & Devesa) F.M.Vázquez